# Maria Mathi
Maria Mathi (* 5. November 1889 in Hadamar (Hessen); † 26. Juni 1961 in Heiligenberg) war eine deutsche Schriftstellerin, Lyrikerin und Übersetzerin. Mit ihrem historischen Roman Wenn nur der Sperber nicht kommt erreichte sie ein breites Publikum.

## Leben

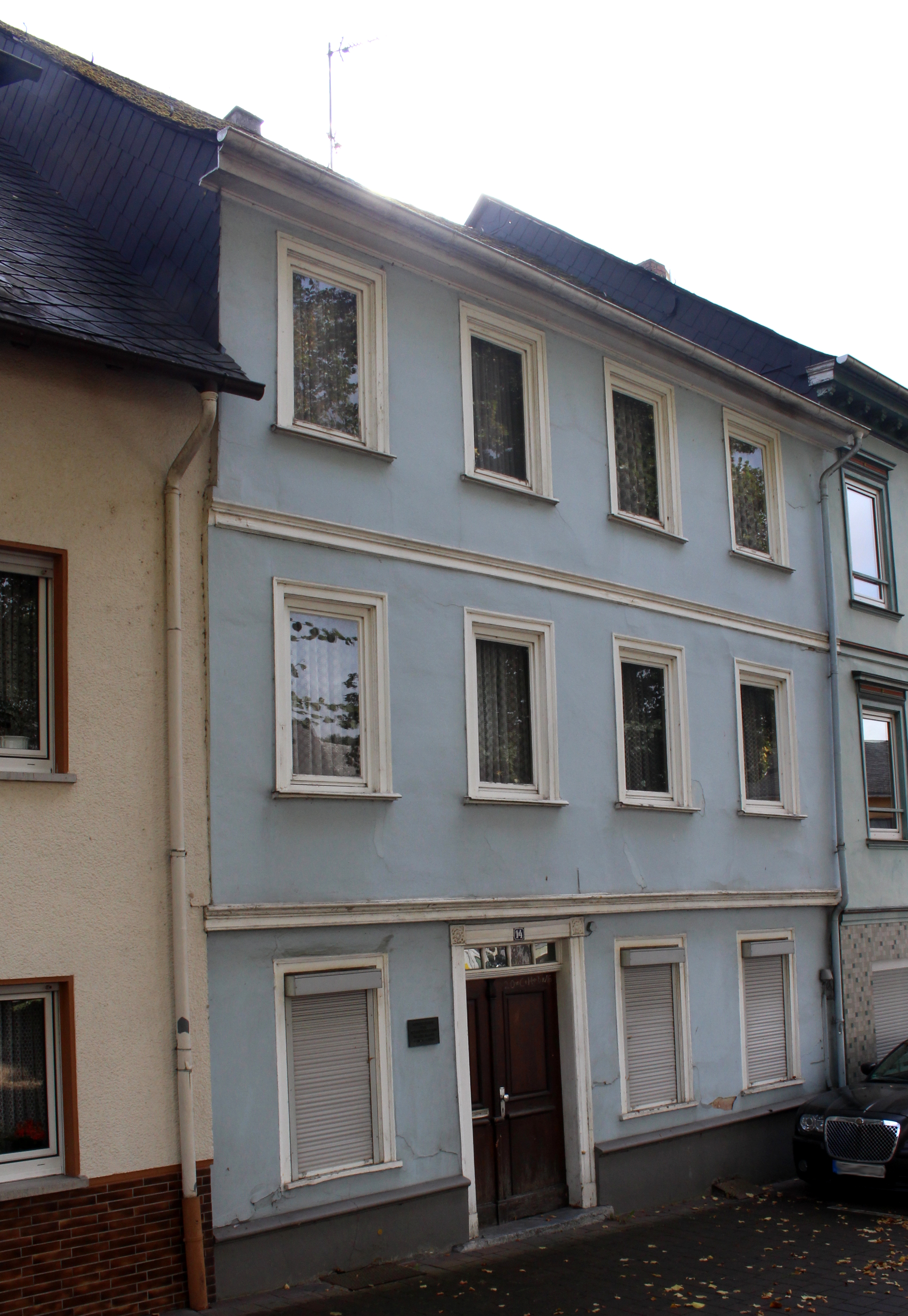
Geburtshaus Maria Mathis in Hadamar

Maria Mathi stammte aus einer alteingesessenen Familie der hessischen Kleinstadt Hadamar. Sie wuchs mit ihren beiden Schwestern als Tochter des Bürgermeisters, Amtsanwalts und Feuerwehrführers Adolf Mathi auf, der früh verstarb. Maria Mathi besuchte die Limburger Marienschule und verfasste bereits als Schülerin Gedichte und kleinere Theaterstücke.
Im Jahr 1912 heiratete sie den aus Darmstadt stammenden promovierten Gymnasiallehrer Ernst Schmid und zog mit ihm nach Saargemünd in Lothringen, wo das Paar bis zu der durch den Versailler Vertrag begründeten Ausweisung 1919 lebte. Erst 1920 konnte Dr. Schmid wieder beruflich Fuß fassen, da er eine Anstellung am Augustinergymnasium in Friedberg/Hessen erhielt. Infolge der frühen, politisch bedingten Pensionierung Ernst Schmids im Jahr 1937 kam es zu einem weiteren Ortswechsel in die Bodenseeregion wo Maria Mathi, die offiziell den Namen ihres Ehemannes trug, bis zu ihrem Tod in großer Zurückgezogenheit lebte.
Maria Mathi veröffentlichte 1914 das Tagebuch einer Werdenden und 1925 einen Band mit Erzählungen unter dem Titel Schnitter Tod und Gärtner Gott. In den Jahren 1933 bis 1945 blieb Maria Mathi, die nicht Mitglied der Reichsschrifttumskammer war und somit keine Möglichkeit der Veröffentlichung hatte, dem öffentlichen Literaturbetrieb fern. Lediglich fünf Gedichte konnte sie 1943 und 1944 im Bodenseebuch platzieren, ein von den Nationalsozialisten nicht gleichgeschaltetes, regionales Jahrbuch. Der historische, in der Zeit des Dreißigjährigen Krieges spielende und die Hexenverfolgung thematisierende historische Roman Im Schatten der Riesenfrau wurde 1948 publiziert. Mehr als 150 Gedichte veröffentlichte Maria Mathi zu Lebzeiten in verschiedensten Tageszeitungen, Zeitschriften und Jahrespublikationen. Sie übersetzte Gedichte von Emily Dickinson und Edgar Allan Poe. Besonders hervorzuheben ist ihre Übertragung von Poes Gedicht The Raven, das 1954 veröffentlicht wurde. Sie schrieb für Literaturzeitschriften, wie die von Alfred Döblin herausgegebene, literarische Monatszeitschrift Das Goldene Tor. Die Autorin wirkte in der noch jungen Bundesrepublik an zahlreichen Literatursendungen im Rundfunk mit und galt nach dem Zweiten Weltkrieg als eine bekannte deutsche Schriftstellerin.
Der Roman Wenn nur der Sperber nicht kommt, den Mathi in den Jahren 1949 bis 1951 verfasste, thematisiert die Ermordung und Verfolgung der Hadamarer Juden in der Zeit des Nationalsozialismus. Die Autorin verarbeitet in ihrem Werk sowohl fiktive als auch reale Ereignisse aus der Geschichte ihr persönlich bekannter Hadamarer Familien und schafft so eine literarisch wie heimatkundlich bedeutende Mischung aus Vergangenheitsaufarbeitung, Entwicklungs- und historischem Roman. Unter anderem gibt der Text Einblicke in die alltägliche jüdische Lebenskultur auf dem Lande. Der Text liefert Charakterstudien, beleuchtet die zwischenmenschlichen Beziehungen der Figuren und die seit Generationen angelegte Zuspitzung von persönlichen Konflikten, welche durch die gesellschaftliche und politische Entwicklung noch beschleunigt wird. In der Hauptsache aber leistet der Roman einen frühen literarischen Beitrag zur Thematisierung der nationalsozialistischen Gräueltaten, zumal die systematischen Morde in der Hadamarer NS-Tötungsanstalt in die Handlung mit einbezogen werden. Die Autorin hatte zunächst Mühe, einen Verleger für den Roman zu finden. Nach der Publikation aber gab es zahlreiche Neuauflagen und Übersetzungen in verschiedenen Sprachen. Der Roman wurde in nahezu allen deutschen Tageszeitungen besprochen und fand gerade im europäischen Ausland eine sehr positive Resonanz. Anfänglich befürchtete Maria Mathi, die nach der Veröffentlichung des Sperber nicht mehr in ihre alte Heimat zurückkehrte, das Aufgreifen dieses Romanstoffes habe ihr in Hadamar Feinde eingebracht.
Die Stadt Hadamar hat eine Straße im Stadtteil Niederhadamar nach Maria Mathi benannt. Aus Anlass des 50. Todestages der Schriftstellerin wurde die Urne Maria Mathis aus Karlsruhe nach Hadamar überführt und am 13. Juni 2011 im Rahmen einer feierlichen Zeremonie und unter reger Beteiligung der Bevölkerung auf dem alten Hadamarer Friedhof beigesetzt.

## Werke (Auswahl)
- Tagebuch einer Werdenden. Roman. 1914.
- Dom im Nebel Gedicht. In: Friedberger Geschichtsblätter, 5, 1922, S. 65.
- Schnitter Tod und Gärtner Gott. Erzählungen. 1925.
- Im Schatten der Riesenfrau. Historischer Roman. 1948.
- Wenn nur der Sperber nicht kommt. Roman. 1955.